# Bonnefamille
Bonnefamille este o comună în departamentul Isère din sud-estul Franței. În 2009 avea o populație de 1.017 de locuitori.

## Evoluția populației
| An        | 1975 | 1982 | 1990 | 1999 | 2006  | 2009  |
| --------- | ---- | ---- | ---- | ---- | ----- | ----- |
| Populație | 409  | 585  | 787  | 927  | 1.043 | 1.017 |